# Grand Prix automobile de Suisse 1949
Le Grand Prix automobile de Suisse 1949 (IX Grand Prix de Suisse) est un Grand Prix qui s'est tenu sur le circuit de Bremgarten le 3 juillet 1949.

## Historique
Le Grand Prix est le théâtre de la première victoire d'une Ferrari en course automobile, sous la forme d'un doublé (première et deuxième place).

## Grille de départ
| 1re ligne | Pos. 1                       | Pos. 2                     | Pos. 3                      |
|           | Farina Maserati 2 min 50 s 4 | Bira Maserati 2 min 53 s 2 | Ascari Ferrari 2 min 54 s 7 |

## Classement de la course
| Pos. | no | Pilote                  | Écurie                    | Châssis           | Tours | Temps/Abandon                   | Grille |
| ---- | -- | ----------------------- | ------------------------- | ----------------- | ----- | ------------------------------- | ------ |
| 1    | 30 | Alberto Ascari          | Scuderia Ferrari          | Ferrari 125       | 40    | 1 h 59 min 24 s 6 (146,06 km/h) | 3      |
| 2    | 34 | Luigi Villoresi         | Scuderia Ferrari          | Ferrari 125       | 40    | + 56 s 6                        |        |
| 3    | 18 | Raymond Sommer          | Privé                     | Talbot-Lago T26C  | 40    | + 1 min 6 s 7                   |        |
| 4    | 8  | Philippe Étancelin      | Privé                     | Talbot-Lago T26C  | 40    | + 1 min 43 s 3                  |        |
| 5    | 22 | Prince Bira             | Scuderia Enrico Platé     | Maserati 4CLT/48  | 40    | + 2 min 6 s 7                   | 2      |
| 6    | 16 | Louis Rosier            | Privé                     | Talbot-Lago T26C  | 40    | + 2 min 28 s 3                  |        |
| 7    | 46 | Emmanuel de Graffenried | Privé                     | Maserati 4CLT/48  | 39    | + 1 tour                        |        |
| 8    | 28 | Reg Parnell             | Scuderia Ambrosiana       | Maserati 4CLT/48  | 39    | + 1 tour                        |        |
| 9    | 36 | Peter Whitehead         | Scuderia Ferrari          | Ferrari 125       | 39    | + 1 tour                        |        |
| 10   | 14 | Pierre Levegh           | Privé                     | Talbot-Lago T26C  | 38    | + 2 tours                       |        |
| 11   | 50 | Fred Ashmore            | Scuderia Ambrosiana       | Maserati 4CLT/48  | 38    | + 2 tours                       |        |
| 12   | 12 | Georges Grignard        | Privé                     | Talbot-Lago T26C  | 38    | + 2 tours                       |        |
| 13   | 2  | Johnny Claes            | Écurie Belge              | Talbot-Lago T26C  | 38    | + 2 tours                       |        |
| 14   | 38 | Toni Branca             | Privé                     | Maserati 4CL      | 37    | + 3 tours                       |        |
| 15   | 44 | Rudi Fischer            | Privé                     | Simca-Gordini T11 | 36    | + 4 tours                       |        |
| 16   | 48 | Harry Schell            | Horschell Racing Corp     | Talbot-Lago T26C  | 34    | + 6 tours                       |        |
| 17   | 42 | Alfred Dattner          | Privé                     | Simca-Gordini T11 | 31    | + 9 tours                       |        |
| Abd. | 20 | Giuseppe Farina         | Privé                     | Maserati 4CLT/48  | 13    | Pression d'huile                | 1      |
| Abd. | 24 | Frank Séchehaye         | Scuderia Enrico Platé     | Maserati 4CL      | 10    | Boîte de vitesses               |        |
| Abd. | 26 | Clemente Biondetti      | Lubri-Loy/3-L Racing Team | Talbot-Lago 700   | 2     | Freins                          |        |

- Légende: Abd.=Abandon.

## Pole position et record du tour
- Pole position :  Giuseppe Farina (Maserati) en 2 min 50 s 4.
- Meilleur tour en course :  Giuseppe Farina (Maserati) en 2 min 52 s 2 (151,83 km/h).